# Samboal
Samboal – gmina w Hiszpanii, w prowincji Segowia, w Kastylii i León, o powierzchni 47,46 km². W 2011 roku gmina liczyła 502 mieszkańców.